# Trigno
Il Trigno è un fiume che scorre in Molise ed in Abruzzo, che attraversa le provincie di Isernia, Campobasso e Chieti con 2 affluenti principali (Verrino sul versante molisano, Treste su quello teatino)

## Percorso

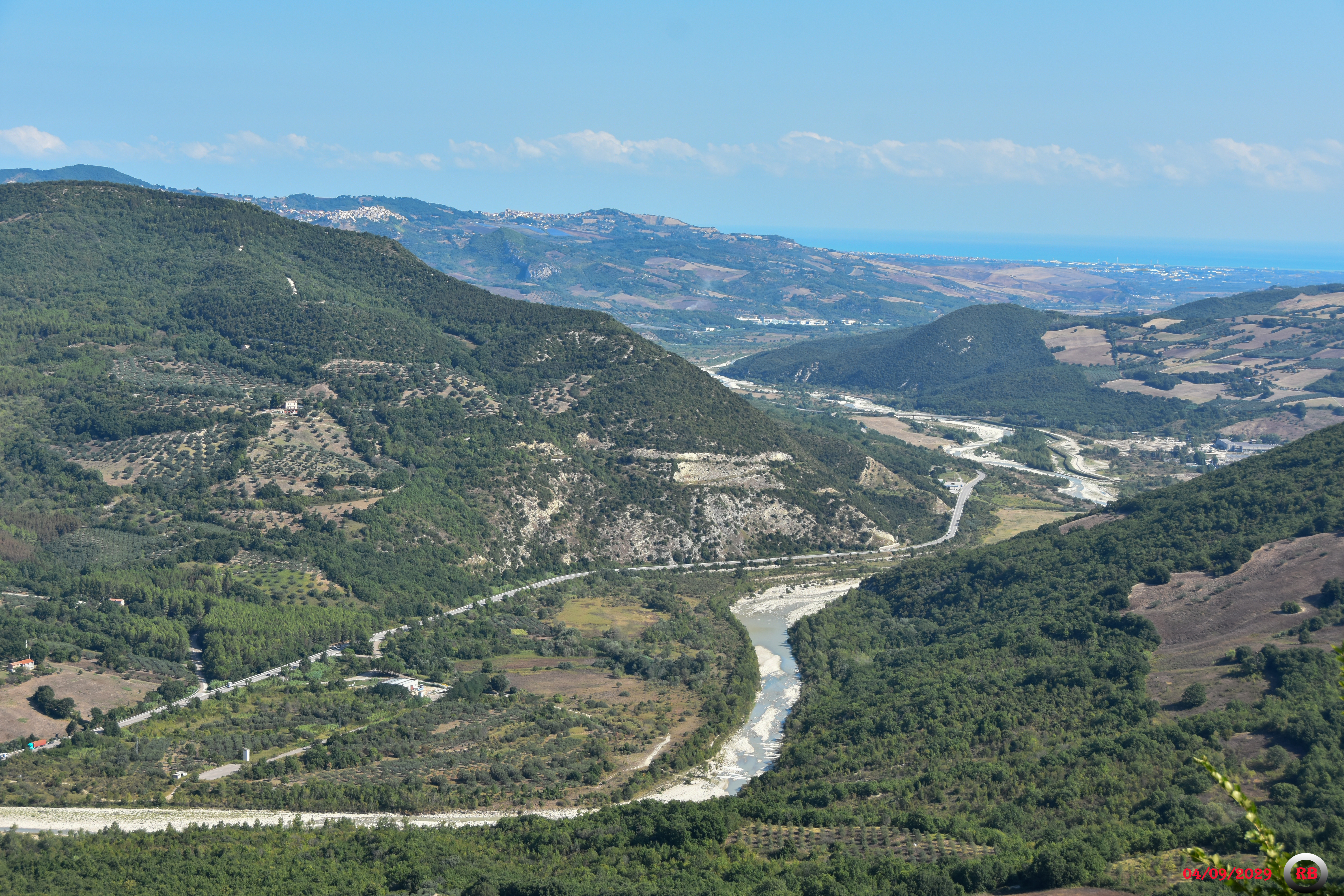
Fondo valle Trigno, veduta nord-est vista da Montemitro.

Il corso d'acqua nasce dalle falde del Monte Capraro, a circa 1.150 m s.l.m., in località Capo Trigno nel comune di Vastogirardi, in provincia di Isernia; entrato in provincia di Campobasso, il fiume segna il confine con l'Abruzzo (provincia di Chieti) discostandosene solo per due brevi tratti: il primo nel comune di Trivento, il secondo nel comune di Montenero di Bisaccia, dove sfocia nel mare Adriatico al termine di un corso lungo 85 km.

## Fauna ittica
La fauna ittica è composta nell'alto corso da salmonidi (trota fario) e nel basso corso da ciprinidi (barbo abruzzese, cavedano, carpa). Presente in buona parte del corso fino a pochi chilometri dalla foce l'alborella appenninica o meridionale (Alburnus albidus).

## Comuni attraversati e affluenti
Il Trigno attraversa i comuni al confine tra Abruzzo e Molise ad esclusione del tratto iniziale del fiume che è in provincia di Isernia, e di quello finale. I suoi affluenti principali sono il Verrino e il Treste.
Sono: Agnone, Bagnoli del Trigno zona Valle del Porco, Trivento, Roccavivara (Santa Maria di Canneto), San Giovanni Lipioni, Tufillo, Dogliola,Fresagrandinaria, Celenza sul Trigno (località Fara), Montefalcone nel Sannio, Montemitro, Lentella, San Salvo, Montenero di Bisaccia.

## La diga del Trigno
Nell'alto corso del fiume, in territorio di Chiauci, è stata costruita negli anni 80 per volere della Regione Molise una diga per la realizzazione di un invaso da utilizzare come riserva di acqua per le coltivazioni della vallata del Trigno e per l'approvvigionamento idrico di Abruzzo e Molise. Nel corso del 2011 è iniziato il riempimento dell'invaso.